# Csikós Gyula (labdarúgó)
Csikós Gyula (Budapest, 1913. április 13. – Budapest, 1992. november 10.) magyar válogatott labdarúgó, kapus.

## Pályafutása

### Klubcsapatban
Pesterzsébeten kezdte a labdarúgást. 1932-ben igazolt a Nemzeti csapatához, ahol 1936-ig védett. Következő klubja a Phöbus volt. Innen lett először válogatott. 1940-ben a Ferencvároshoz igazolt, ahol kétszeres bajnok és háromszoros kupagyőztes lett a csapattal. 1947-ben visszatért a Phöbus. 1950-ben a Fradi kapus nélkül maradt. Csikós az első szóra segített egykori klubján. A Ferencvárosban összesen 283 mérkőzésen védett (218 bajnoki, 29 nemzetközi, 36 hazai díjmérkőzés).

### A válogatottban
1937 és 1946 között 13 alkalommal szerepelt a válogatottban. Négyszeres Budapest válogatott (1936–41), kétszeres B-válogatott (1937–39), egyszeres egyéb válogatott (1937).

## Sikerei, díjai
- Magyar bajnokság
  - bajnok: 1939–40, 1940–41
  - 2.: 1943–44, 1945-tavasz
  - 3.: 1942–43, 1947–48
- Magyar kupa
  - győztes: 1942, 1943, 1944

## Statisztika

### Mérkőzései a válogatottban
| Magyarország | Magyarország         | Magyarország                    | Magyarország | Magyarország | Magyarország  | Magyarország | Magyarország | Magyarország |
| #            | Dátum                | Helyszín                        | Hazai        | Eredmény     | Vendég        | Kiírás       | Gólok        | Esemény      |
| ------------ | -------------------- | ------------------------------- | ------------ | ------------ | ------------- | ------------ | ------------ | ------------ |
| 1.           | 1937. szeptember 19. | Budapest, Hungária körúti pálya | Magyarország | 8 – 3        | Csehszlovákia | barátságos   | -            |              |
| 2.           | 1940. március 31.    | Budapest, Üllői úti pálya       | Magyarország | 3 – 0        | Svájc         | Európa-kupa  | -            |              |
| 3.           | 1940. április 7.     | Berlin, Olimpiai Stadion        | Németország  | 2 – 2        | Magyarország  | barátságos   | -            |              |
| 4.           | 1940. május 2.       | Budapest, Üllői úti pálya       | Magyarország | 1 – 0        | Horvátország  | barátságos   | -            |              |
| 5.           | 1940. május 19.      | Budapest, Üllői úti pálya       | Magyarország | 2 – 0        | Románia       | barátságos   | -            |              |
| 6.           | 1940. december 1.    | Genova, Luigi Ferraris Stadion  | Olaszország  | 1 – 1        | Magyarország  | barátságos   | -            |              |
| 7.           | 1940. december 8.    | Zágráb, Građanski-stadion       | Horvátország | 1 – 1        | Magyarország  | barátságos   | -            |              |
| 8.           | 1941. március 23.    | Belgrád, BSK-pálya              | Jugoszlávia  | 1 – 1        | Magyarország  | barátságos   | -            |              |
| 9.           | 1941. április 6.     | Köln                            | Németország  | 7 – 0        | Magyarország  | barátságos   | -            |              |
| 10.          | 1945. augusztus 19.  | Budapest, Üllői úti pálya       | Magyarország | 2 – 0        | Ausztria      | barátságos   | -            |              |
| 11.          | 1945. augusztus 20.  | Budapest, Üllői úti pálya       | Magyarország | 5 – 2        | Ausztria      | barátságos   | -            |              |
| 12.          | 1945. szeptember 30. | Budapest, Üllői úti pálya       | Magyarország | 7 – 2        | Románia       | barátságos   | -            |              |
| 13.          | 1946. április 14.    | Bécs, Práter stadion            | Ausztria     | 3 – 2        | Magyarország  | barátságos   | -            |              |
|              | Összesen             |                                 |              | 13           | mérkőzés      |              | 0            | gól          |